# León Dourge

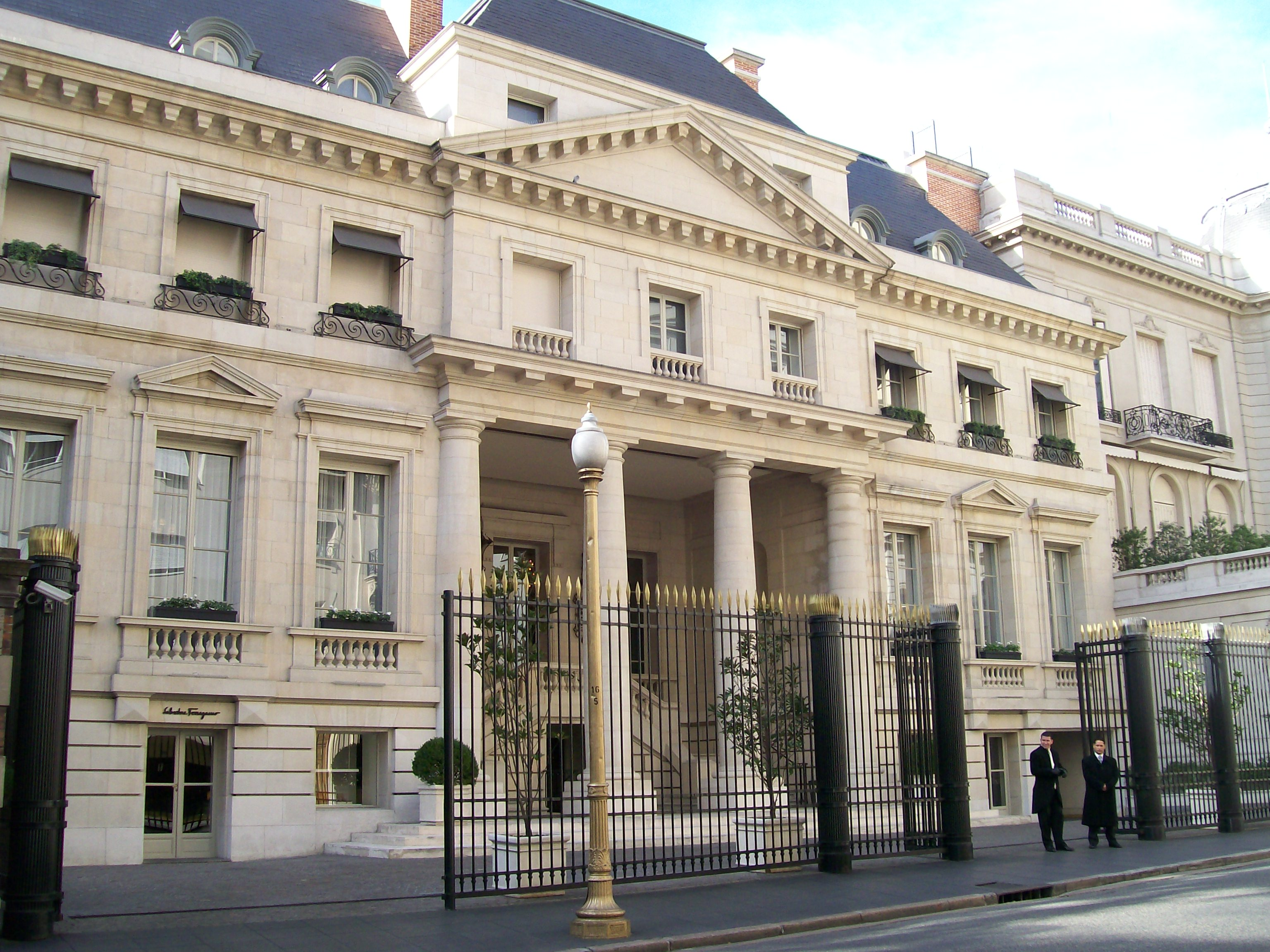
Palacio Duhau

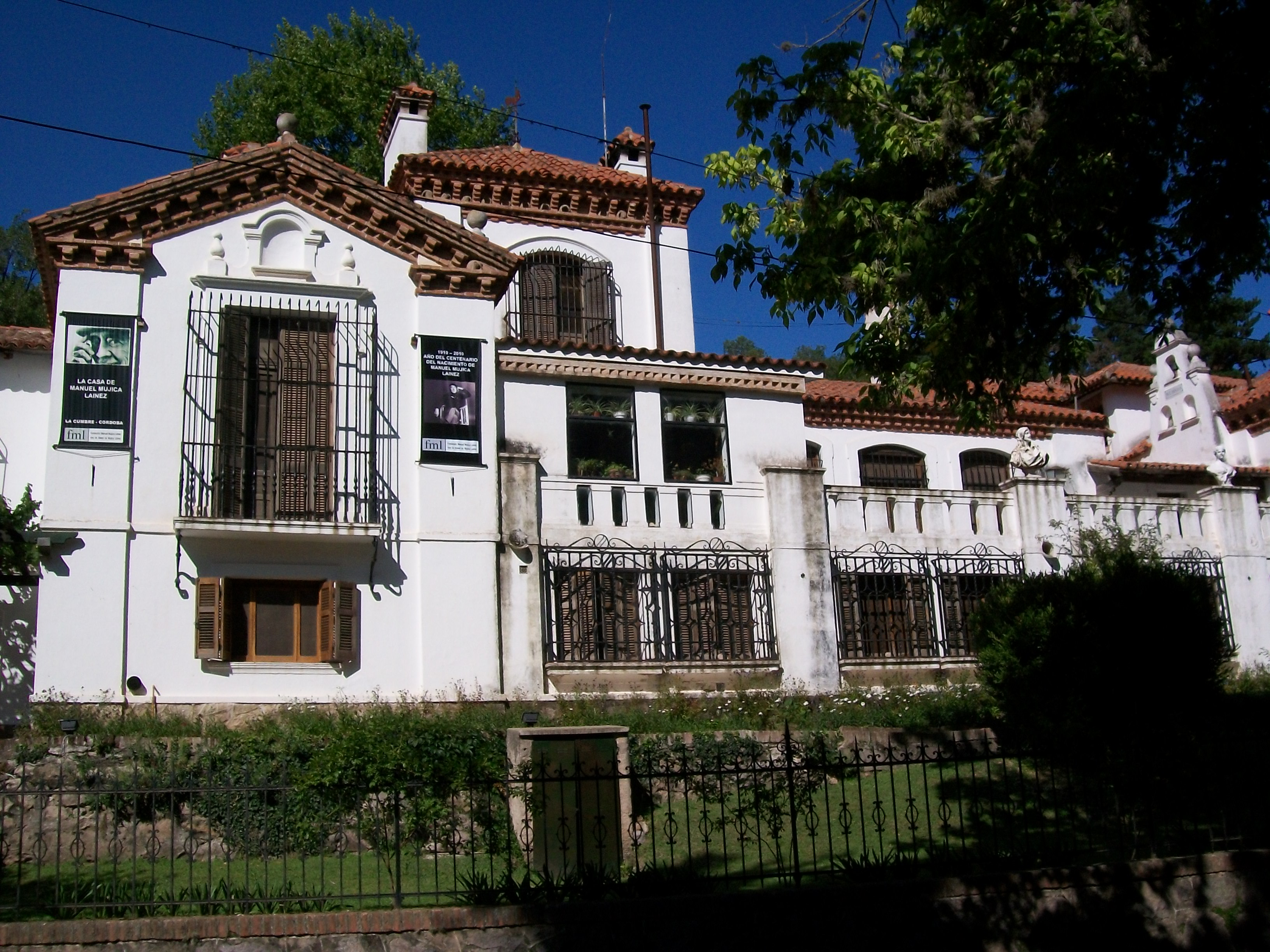
El Paraíso, Cruz Chica, Córdoba

León Dourge (París, 1890 - Buenos Aires, 1969) fue un arquitecto francés que residió la mayor parte de su vida en la Argentina, en donde desarrolló un estilo que partió del academicismo francés, para virar rápidamente al racionalismo de influencia corbusierana.

## Biografía
Dourge nació en París, Francia, en 1890. Estudió en la prestigiosa École Nationale des Arts Decoratifs, graduándose en 1912. Al año siguiente arribó a Buenos Aires, la capital argentina, adonde comenzó a trabajar dentro del estudio del exitoso arquitecto Alejandro Bustillo. La Primera Guerra Mundial le impidió regresar a su país natal, y terminó definiendo su radicación en Buenos Aires, adonde se casaría con la artista plástica Juana Chalá.
Alrededor de 1920, comenzó a trabajar de forma independiente. Mantuvo el estilo academicista francés que era favorito en la alta sociedad porteña, y algunas obras de esta primera etapa son el edificio de departamentos en Parera y Av. Quintana (cuya galería interior recuerda a la del Palais Royal parisino) y la casa de campo Hotel D'Ivry en la localidad suburbana de Tortuguitas, construida para la familia Duhau. También para Luis Duhau, entonces Ministro de Agricultura del presidente Agustín P. Justo, diseñó su residencia en la Avenida Alvear (año 1932), cuyo aspecto es casi una cita al Château du Marais.
Pero en los siguientes años, Dourge sufrió un giro completo en su estilo y concepción de la arquitectura. Alineándose permeablemente a los postulados del Movimiento Moderno, encabezado por el suizo Le Corbusier —quien visitó la Argentina en 1929— comenzó a proyectar edificios de departamentos de puro estilo racionalista, fachadas sobrias y blancas, que comenzarían a abundar en Buenos Aires. En esta etapa, dejó como obras notable el edificio de General Urquiza 41 (que tiene dos murales de Antonio Berni en el hall de entrada), el de Avenida del Libertador y Malabia (1929/1934) y el Conjunto Solaire (1933), en México 1062, que fue demolido en 1969 por la construcción de la Avenida 9 de Julio. En la localidad de General Pinto, proyectó
también el Club Social.
La tercera faceta de su carrera está compuesta por diversas casas serranas que realizó en la provincia de Córdoba, de estilo pintoresquista de influencia andaluza. Una de las más famosas es la llamada El Paraíso, que fue habitada por el escritor Manuel Mujica Lainez, en la localidad de Cruz Chica, vecina de La Cumbre.
En las últimas décadas de su vida, se dedicó a diseñar casas de veraneo en la costa uruguaya, trabajando junto al arquitecto Arturo Dubourg. Dourge falleció en 1969, a los 78 años, y su archivo completo fue donado al Instituto de Arte Americano e Investigaciones Estéticas Mario J. Buschiazzo, de la Universidad de Buenos Aires.

## Obras y proyectos
- Casa particular La Gitanilla, Cruz Chica, Córdoba, Argentina (década 1920).

- Casa particular El Paraíso, Cruz Chica, Córdoba, Argentina (década 1920).

- Casa particular Toledo, Cruz Chica, Córdoba, Argentina (década 1920). Actualmente Hostal Toledo.

- Casa particular Sevilla, Cruz Chica, Córdoba, Argentina (década 1920). En una época Hostal Alcázar de Sevilla, actualmente Boutique Hotel Sevilla.

- Casa particular Granada, Cruz Chica, Córdoba, Argentina (década 1920).

- Hotel El Olimpo (actualmente Posada La Fonda de Cruz Chica) y casa particular vecina, Cruz Chica, Córdoba, Argentina (década 1920).

- Anteproyecto Gran Hotel de las Sierras, La Cumbre, Córdoba, Argentina (década 1920).

- Anteproyecto de Olivos Golf Club, Olivos, Provincia de Buenos Aires, Argentina (circa 1927).

- Anteproyecto de Club Social y Deportivo de General Pinto, Provincia de Buenos Aires, Argentina.

- Casco de estancia Solimar, La Lucila del Mar, Provincia de Buenos Aires, Argentina (varias etapas, 1928/1936).

- Edificio de renta calle Parera esquina Avenida Quintana, Ciudad de Buenos Aires, Argentina (1928).

- Edificio de renta Avenida del Libertador esquina República Árabe Siria (antes Avenida Alvear y Malabia), Ciudad de Buenos Aires, Argentina (proyecto 1929, construcción 1934).

- Edificio de renta calle Gral. Urquiza 41, Ciudad de Buenos Aires, Argentina (circa 1930).

- Edificio de renta Solaire, calle México 1050/68, Ciudad de Buenos Aires, Argentina (1932) (demolido para la construcción de la Avenida 9 de Julio).

- Residencia para Luis Duhau, Palacio Duhau, Avenida Alvear 1641/71, Ciudad de Buenos Aires, Argentina (1934).[3]

- Residencia Ivry para Alberto Duhau, Tortuguitas, Provincia de Buenos Aires, Argentina (1936).

- Casa particular La Soupente, calle Urquiza entre Garay y Castelli, Mar del Plata, Provincia de Buenos Aires, Argentina (circa 1943).

- Hotel Imperio, Avenida Colón esquina Alvear, Mar del Plata, Provincia de Buenos Aires, Argentina.

- Proyecto de edificio para El Hogar Obrero.

- Residencia veraniega para familia de Ana María Candelaria Duhau de Helguera, Punta del Este, Uruguay (1948).